# Hildegard von Moskopp

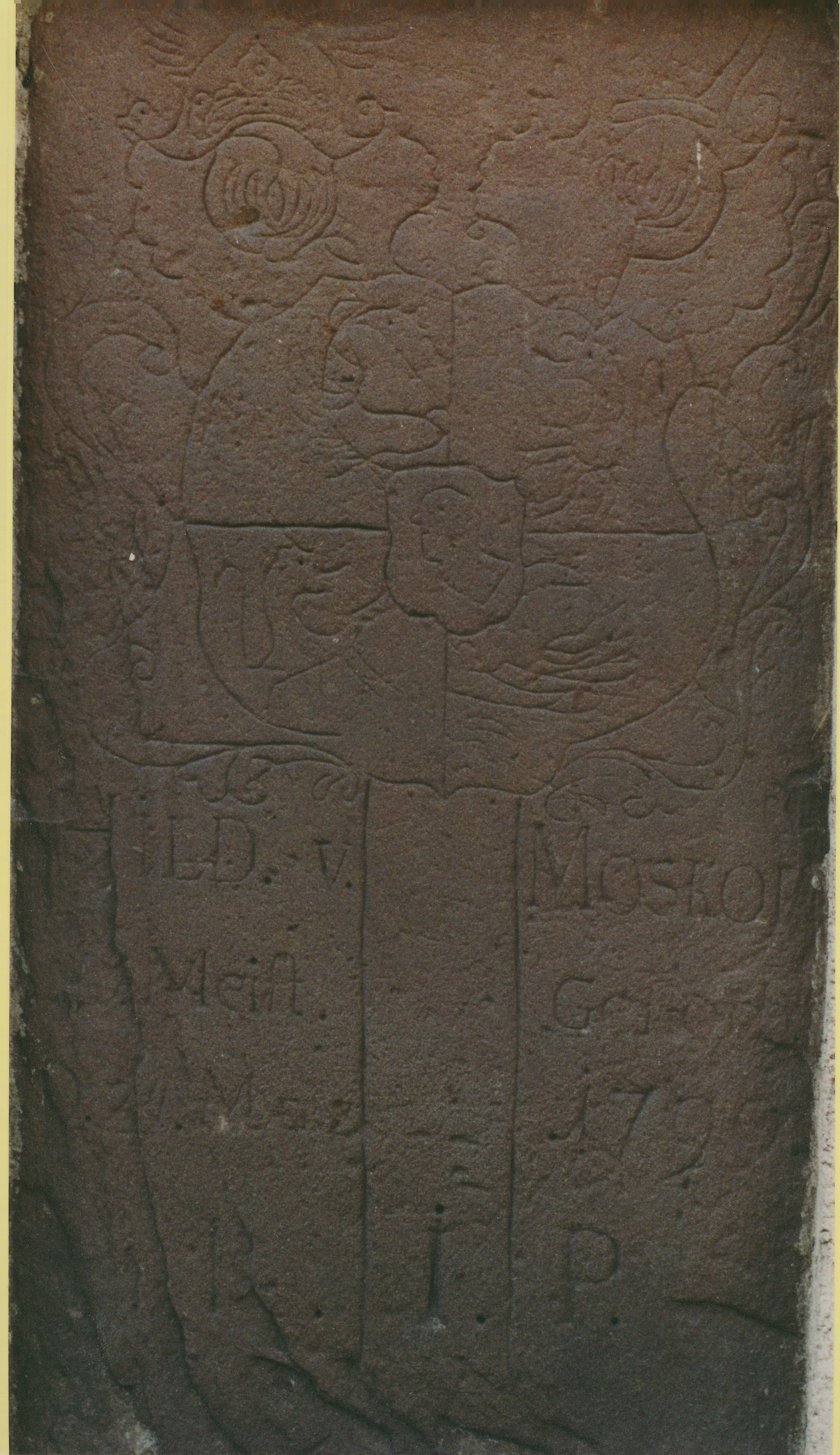
Grabplatte von Hildegard von Moskopp

Hildegard von Moskopp (* 21. März 1737 in Boppard; † 24. März 1790 im Kloster Maria Engelport) war Meisterin im Prämonstratenserinnenkloster Maria Engelport.
Sie war Tochter der Eheleute Johann Baptist Mathias von Moskopp (* am 24. September 1689 in Koblenz) und Renata d´Hablainville (* am 17. Februar 1695 in Nancy, † am 5. Juli 1749 in Boppard), die am 11. November 1714 in Lunéville geheiratet hatten. Am 29. Mai 1775 wurde sie zur Meisterin gewählt und regierte bis zu ihrem Tod den Engelporter Konvent.
Hildegard von Moskopp schrieb eine ausführliche Klosterlegende und einen Bericht über Wunder an der St. Anna-Kapelle mit starkem Bezug zur Region. Auf ihm beruhen zum großen Teil die Ausführungen des Bopparder Benediktinerpriors Konrad d’Hame über das Kloster Engelport.
Ihre das Familienwappen zeigende Grabplatte ist in die Außenwand der alten Kirche im Klosterhof eingelassen.
Die Oberin hatte ihre Nichte Hildegard Kämmerer (von Worms?) als Waise im Kloster aufgenommen. Sie lässt sich als jene Clotilde identifizieren, zu der der Begründer des modernen Melodrams René Charles Guilbert de Pixérécourt 1791/1792 als Emigrant eine platonische Liebesbeziehung aufnahm, und an die er sich in seinen Lebenserinnerungen mit den Worten erinnerte: Dort war meine Zukunft, mein Leben, meine ganze Existenz, mein ganzes Glück. In dieser unbefleckten Seele war alles nach meinem Herzen. Oh weh! ich habe sie verloren! … unwiederbringlich! … und fünfzig Jahre haben meinen Schmerz nicht ausgelöscht! Nichts ist mir von Engelport geblieben. Wie bedeutend diese Begegnung für ihn war, lässt sich daran erkennen, dass er von Frankreich aus zu ihr eilte, als sie im November 1792 im Sterben lag und dass eine Clotilde in de Pixérécourts bedeutendem Melodram Der Hund des Aubry eine, allerdings nur fiktive Rolle als Mordmotiv spielt. Bemerkenswert ist auch, dass der Dramatiker ebenso wie die Mutter der Meisterin von Moskopp aus Nancy stammte.